# Фармінгтон Тауншип (округ Тайога, Пенсільванія)
Фармінгтон Тауншип (англ. Farmington Township) — селище (англ. township) в США, в окрузі Тайога штату Пенсільванія. Населення — 658 осіб (2020).

## Демографія
Згідно з переписом 2010 року, у селищі мешкало 637 осіб у 267 домогосподарствах у складі 195 родин. Було 333 помешкання
Расовий склад населення:
| - 98,4 % — білих - 0,3 % — чорних або афроамериканців |

До двох чи більше рас належало 1,1 %. Частка іспаномовних становила 0,6 % від усіх жителів.
За віковим діапазоном населення розподілялося таким чином: 18,4 % — особи молодші 18 років, 62,6 % — особи у віці 18—64 років, 19,0 % — особи у віці 65 років та старші. Медіана віку мешканця становила 45,9 року. На 100 осіб жіночої статі у селищі припадало 99,1 чоловіків;  на 100 жінок у віці від 18 років та старших — 95,5 чоловіків також старших 18 років.
Середній дохід на одне домашнє господарство  становив 62 333 долари США (медіана — 55 139), а середній дохід на одну сім'ю — 69 283 долари (медіана — 62 250). Медіана доходів становила 46 932 долари для чоловіків та 33 958 доларів для жінок. За межею бідності перебувало 7,3 % осіб, у тому числі 6,3 % дітей у віці до 18 років та 4,4 % осіб у віці 65 років та старших.
Цивільне працевлаштоване населення становило 247 осіб. Основні галузі зайнятості: виробництво — 26,7 %, освіта, охорона здоров'я та соціальна допомога — 24,7 %, науковці, спеціалісти, менеджери — 12,1 %, оптова торгівля — 6,5 %.